# Руда-Ружанецька
Руда-Ружанецька (пол. Ruda Różaniecka) — село в Польщі, у гміні Наріль Любачівського повіту Підкарпатського воєводства.
Населення — 1289 осіб (2011).

## Історія
10 жовтня 1944 р. село стало місцем розстрілу польськими міліціонерами 33 сільських жителів української національності, взятих польською стороною в заручники. 
21 травня 1945 р. в присілку Жар с. Руда-Ружанецька сіли за стіл переговорів учасники польського антикомуністичного підпілля з «Волі і незалежності» та українські повстанці, внаслідок чого було підписано угоду про співпрацю між цими двома антикомуністичними організаціями, об’єднаними спільним ворогом в особі сталінського тоталітарного режиму, а одним з ініціаторів цього польсько-українського примирення став Мар’ян Голембевський, відомий як головний призвідник сумнозвісної «грубешівської революції», який лише за рік докорінно змінив своє ставлення до українців і УПА.

## Демографія
Демографічна структура станом на 31 березня 2011 року:
|          | Загалом | Допрацездатний вік | Працездатний вік | Постпрацездатний вік |
| -------- | ------- | ------------------ | ---------------- | -------------------- |
| Чоловіки | 761     | 104                | 535              | 122                  |
| Жінки    | 528     | 89                 | 280              | 159                  |
| Разом    | 1289    | 193                | 815              | 281                  |